# La Belle Endormie (film, 2012)
Pour les articles homonymes, voir La Belle Endormie.
Pour plus de détails, voir Fiche technique et Distribution.
La Belle Endormie (titre original en italien : Bella addormentata) est un drame italo-français coécrit et réalisé par Marco Bellocchio et sorti en 2012. Il est présenté le 5 septembre 2012 lors de la Mostra de Venise.

## Synopsis
Au début du mois de février 2009, l'Italie se divise sur le cas d'Eluana Englaro, plongée dans le coma depuis dix-sept ans et dont l'assistance médicale a été stoppée depuis quelques heures. Sa famille mène un combat en faveur de son euthanasie contre les autorités judiciaires, religieuses et politiques. Dans ce contexte, trois femmes vivent une situation analogue où des proches auront à faire face à des choix lourds. Le sénateur Uliano Beffardi, du Partito del Popolo, a sa femme en soins palliatifs et, opposé à la consigne de son parti, s'apprête à voter contre le projet de loi sur la fin de vie présenté en urgence au Sénat par Silvio Berlusconi, se mettant à dos ses collègues et sa fille, Maria, qui prie devant la clinique « La Quiete » d'Udine où Eluana vit ses dernières heures d'agonie. Une ancienne actrice, « Divina madre », bourgeoise et profondément croyante — ou jouant le rôle de l'être — a sacrifié sa carrière et sa famille aux soins de sa jeune fille vivant dans un état végétatif depuis des mois. Rossa, une toxicomane, est hospitalisée lors d'une crise de manque et commet dans les murs de l'hôpital une énième tentative de suicide. Elle est prise en charge par le docteur Pallido qui, sans explication claire mais poussé par une mission personnelle, se charge de veiller la jeune femme.

## Distribution
- Alba Rohrwacher : Maria Beffardi
- Toni Servillo : Uliano Beffardi
- Isabelle Huppert : « Divina madre »
- Pier Giorgio Bellocchio : Docteur Pallido
- Maya Sansa : Rossa
- Michele Riondino : Roberto
- Fabrizio Falco : Pipino
- Gianmarco Tognazzi (it) : le mari de « Divina madre »
- Brenno Placido (it) : Federico, le fils de « Divina madre »
- Roberto Herlitzka : le sénateur psychiatre
- Gigio Morra (it) : le sénateur « persuasif »
- Federica Fracassi (it) :
- Antonio De Matteo : le jeune médecin « parieur »
- Vittoria Piancastelli :

## Fiche technique
- Titre français : La Belle Endormie
- Titre original : Bella addormentata
- Réalisation : Marco Bellocchio
- Scénario : Marco Bellocchio, Veronica Raimo et Stefano Rulli
- Décors : Marco Dentici
- Costumes : Sergio Ballo
- Photographie : Daniele Ciprì
- Son : Gaetano Carito
- Montage : Francesca Calvelli
- Musique : Carlo Crivelli
- Production : Riccardo Tozzi
- Société de production : Babe Films, Cattleya et Rai Cinema
- Société de distribution : 01 Distribution (Italie)
- Pays d’origine :  Italie/ France
- Langue : Anglais
- Format : Couleurs - 35 mm - 2.35:1 - Son Dolby numérique
- Genre : Drame
- Durée :
- Dates de sortie : 
  -  Italie : août 2012 (Mostra de Venise 2012)
  -  Italie : 6 septembre 2012
  -  France : 10 avril 2013

## Projet et réalisation
Cette œuvre de Marco Bellocchio est directement inspiré du cas d'Eluana Englaro, une jeune femme plongée dans le coma pendant de nombreuses années après un accident de voiture remontant à 1992. En février 2009, l'Italie est divisée en deux camps qui s'affrontent — dans les tribunaux, les journaux, mais également dans la société civile et religieuse — sur le maintien ou non de l'assistance médicale sur cette personne dans un état végétatif. Pour le réalisateur, c'est le courage du père, Bepino Englaro, qui fut le facteur déclencheur pour l'écriture du scénario et la réalisation du film faite trois ans après la mort d'Eluana,.
Le film est présenté en compétition le 5 septembre 2012 lors de la 69e Mostra de Venise.

## Distinctions

### Récompenses
- Mostra de Venise 2012 :
  - Prix Marcello-Mastroianni à Fabrizio Falco
  - Premium Cinema Talent à Michele Riondino
  - Prix Brian à Marco Bellocchio

### Nominations et sélections
- Festival du film de Los Angeles 2013
- Festival international du film de Vancouver 2013